# Mahunka Imre (bútorgyáros)

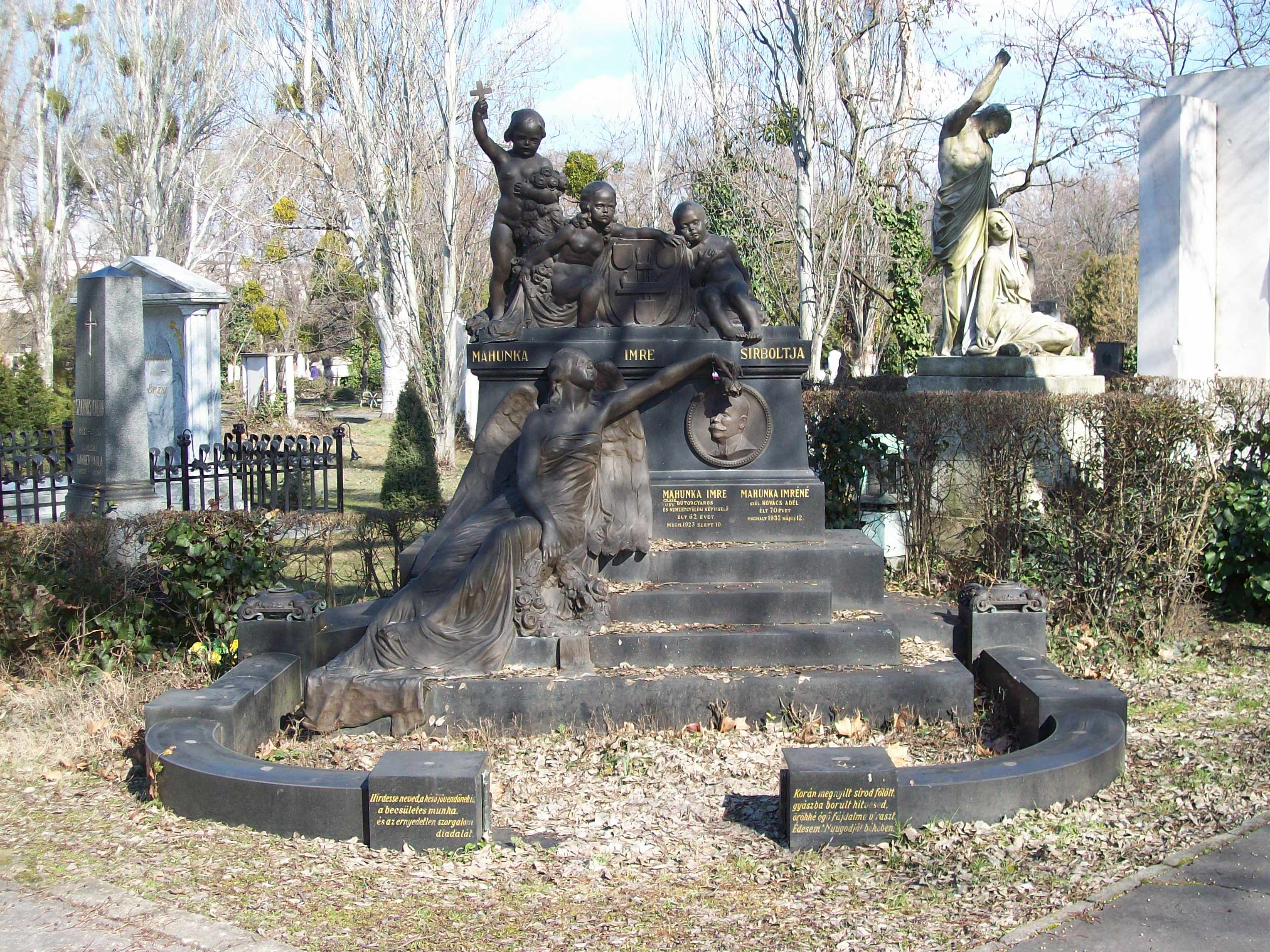
Mahunka Imre sírja Budapesten. Kerepesi temető: 26-1-1. Sződy Szilárd alkotása.

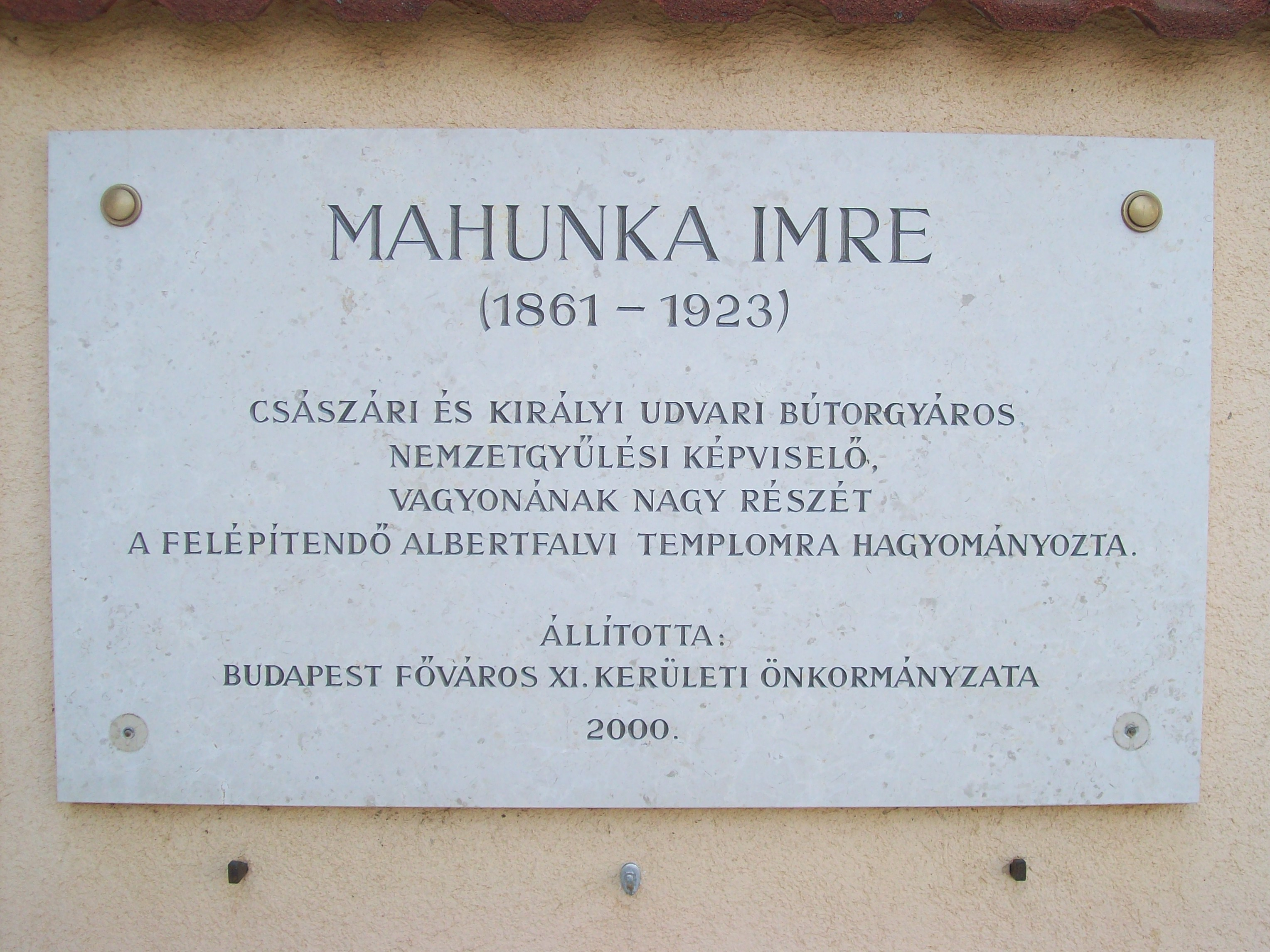
Emléktáblája a Mahunka Imre téren

Mahunka Imre (Albertfalva, 1859. október 28. – 1923. szeptember 10.) császári és királyi, udvari bútorgyáros és nemzetgyűlési képviselő.

## Élete
Albertfalván született 1859-ben. Édesapja, Mahunka Alajos, hevesi származású asztalos, aki 1891-től bíró volt az albertfalvi községházán; édesanyja Pökl Aloyzia. A szülők 1852. május 31-én kötöttek házasságot Pesten a Józsefvárosban; a család az 1850-es évek első felében még itt lakott a Bodzafa utca 12 szám (1853) illetve a Borjú tér (mai Rákóczi tér) 16 szám alatt (1855), majd Albertfalvára költöztek. Mahunka Imre, miután elvégezte az elemi iskolát, asztalosmesterséget tanult. 1883 után külföldre ment: négy évig Párizsban, másfél évig Londonban, majd két évig Münchenben élt, s ezalatt a legelőkelőbb asztalos cégeknél állt alkalmazásban. Hazatérve Budapesten telepedett le és önállósította magát. Hasznosítani kezdte külföldön szerzett bútorgyártási tapasztalatait az iparoktatásban, mint miniszteri biztos. Munkásságáért érmet kapott az 1900-as Párizsi Világkiállításon, nem sokkal később a császári és királyi udvari szállító címet is elnyerte. (A Mahunka Imre Bútorgyár 1900 körül telepedett le Budapesten a Józsefvárosban a Német utca 49-51 szám alá. A cég az 1910-es években 50 főt foglalkoztatott, 1930-ban részvénytársaság lett.) A politikával is egyre többet foglalkozott. A Keresztény Nemzeti Egyesülés Pártjának (KNEP) programjával képviselte Budapest XVIII. választókerületét a nemzetgyűlésben 1920-1922-ben. Pénzügyi tapasztalatainak köszönhetően tagjává választották a gazdasági bizottságnak, de dolgozott a naplóbíráló valamint a számvizsgáló bizottság elnökeként is. 1884. november 6-án házasságot kötött Kovács Adéllal, ám a frigyből nem született gyermek. Mahunka Imre végrendeletét feleségével közösen készítette el Dr. Kőrössy Bertalan királyi közjegyző előtt 1922. május 23-án. Az örökség egyik felén egy budapesti Rigó utcai ház, másik felét pedig két budapesti telek képezte, 68 500 pengő értékben. Halála után vagyonuk 58%-át az Albertfalván építendő római katolikus templomra hagyományozták. (Ez a plébánián található Canonica Visitatio-ban is olvasható.) Elhunyt 1923. szeptember 10-én, örök nyugalomra helyezték 1923. szeptember 12-én a róm. kath. anyaszentegyház szertartása szerint a Kerepesi temetőben.

## Emlékezete
Albertfalván utcát neveztek el Mahunka Imréről a második világháború előtt, melynek nevét a háború után Sáfrány utcára változtatták (az utca a mai napig ezt a nevet viseli). 2000-ben az Albertfalvi Napok eseménysorozatának keretében végül a Sáfrány teret az albertfalvi őslakosok régi kívánsága szerint Mahunka Imre térre nevezte át a XI. kerületi Önkormányzat. A kerület polgármestere ezen alkalomból emléktáblát is leplezett le a téren (amelyen eredetileg a születési évszámot elírták, ezt 2010-ben kijavították). 2010. november 10-én elhelyezték a Mahunka házaspár szobrát, ami korábban az általuk alapított Kavics utcai gyermekotthon kertjében állt.